# De snor van Kiekeboe
De snor van Kiekeboe is het 23ste stripverhaal van De Kiekeboes. De reeks wordt getekend door striptekenaar Merho.

## Verhaal
Marcel Kiekeboe wordt door de Snorrenclub Antwerpen tot "Snor van het jaar" gekozen. De ene helft van zijn snor wordt echter 's nachts afgeknipt en gestolen. Kiekeboe gaat op zoek naar de dader en zijn halve snor. Hij ontmoet heel wat bekende Antwerpse snorrendragers, maar ondertussen moet hij zijn halve snor zien te verbergen voor hen.

## Achtergrond
Kiekeboe werd in 1984 echt tot "Snor van het Jaar" verkozen door de Antwerpse Snorrenclub.